# Бетценвайлер
Бетценвайлер (нім. Betzenweiler) — громада в Німеччині, знаходиться в землі Баден-Вюртемберг. Підпорядковується адміністративному округу Тюбінген. Входить до складу району Біберах.
Площа — 9,70 км2. Населення становить 770 ос. (станом на 31 грудня 2020).